# 黎平府

黎平府在贵州省的位置（1820年）

黎平府，明朝时设置的府。在今贵州省。黎平府境内，山川环绕，为苗族、侗族聚居地。1913年废。

## 历史
永乐十一年（1413年）置，治所在今贵州省黎平县駐地德凤街道（清朝时始置开泰县为治所）。辖境屡有变动，宣德以后相当今贵州省清水江以南，榕江县以东地区。清朝因之。

### 清代的沿革[1]
- 順治初年領縣一，永從縣。
- 雍正四年，湖南省靖州直隸州之天柱縣來屬，領縣二。
- 雍正五年，裁五開衛置開泰縣，為府治。又裁銅鼓衛置錦屏縣，隸府屬，領縣四。
- 雍正七年，於古州生苗地置古州廳，設同知，隸府屬，領廳一縣四
- 雍正十二年，天柱縣往屬鎮遠府，領廳一縣三
- 乾隆三十五年，置下江廳，設同知，隸府，領廳二縣三
- 道光十二年，裁錦屏縣入開泰縣，領廳二縣二

## 行政区划

### 明景泰以后[2]
領1縣、13長官司。
- 永從縣。正統六年九月改福祿永從蠻夷長官司置。治今黎平縣永從鎮。
- 潭溪蠻夷長官司。治今黎平縣潭溪。
- 八舟蠻夷長官司。治今黎平縣八舟。
- 洪州泊里蠻夷長官司。治今黎平縣洪州鎮。
- 曹滴洞蠻夷長官司。治今從江縣朝利村。
- 古州蠻夷長官司。治今黎平縣羅里。
- 西山陽洞蠻夷長官司。治今從江縣西山鎮頂洞村。
- 新化蠻夷長官司。永樂十二年三月，置新化府於此，領湖耳、亮寨、歐陽、新化、中林驗洞、龍里、赤溪楠洞7長官司。宣德九年十一月，廢府，以所領俱屬黎平府。治今錦屏縣新化鄉。
- 湖耳蠻夷長官司。治今錦屏縣姜橋村。
- 亮寨蠻夷長官司。治今錦屏縣亮司。
- 歐陽蠻夷長官司。治今錦屏縣歐陽。
- 中林驗洞蠻夷長官司。治今錦屏縣鍾靈。
- 龍里蠻夷長官司。治今劍河縣南明村。
- 赤溪楠洞蠻夷長官司。治今錦屏縣隆里司。

### 清嘉慶年間[3]
領3縣、2廳，另有黎平府親轄地。
- 開泰縣，附郭。雍正三年四月置。治今黎平县德凤街道。
- 永從縣。沿明。治今黎平縣永從鎮。
- 錦屏縣。雍正五年三月置，道光十二年廢入開泰縣。治今錦屏縣銅鼓鎮。
- 古州廳。雍正七年十二月設。治今榕江縣駐地古州鎮。
- 下江廳。乾隆三十六年設。治今從江縣下江鎮。

## 延伸阅读
[在维基数据编辑]
 《欽定古今圖書集成·方輿彙編·職方典·黎平府部》，出自陈梦雷《古今圖書集成》